# Danh sách câu lạc bộ bóng đá ở Bắc Síp
Đây là danh sách các câu lạc bộ bóng đá ở Bắc Síp.
Về danh sách đầy đủ, xem Thể loại:Câu lạc bộ bóng đá Bắc Síp

## Birinci Lig
- Bostancı Bağcıl
- Cihangir
- Çetinkaya Türk
- Düzkaya
- Gönyeli
- Hamitköy
- İskele Gençler Birliği
- Küçük Kaymaklı Türk
- Lapta
- Mağusa Türk Gücü
- Ozanköy
- Tatlısu Halk Ocağı
- Türk Ocağı Limasol
- Yeni Boğaziçi
- Yenicami Ağdelen

## İkinci Lig
- Alsancak Yeşilova
- Baf Ülkü Yurdu
- Binatlı Yılmaz
- Çanakkale Türk
- Esentepe
- Doğan Türk Birliği
- Dumlupınar
- Düzkaya
- Gençlik Gücü
- Girne Halk Evi
- Mormenekşe
- Serdarlı
- Türkmenköy
- Vadili